# Focillodes
Focillodes is een geslacht van vlinders van de familie spinneruilen (Erebidae), uit de onderfamilie Calpinae.

## Soorten
- F. dinawa Bethune-Baker, 1906
- F. distorta Warren, 1903
- F. fulva Bethune-Baker, 1906
- F. medionigra Bethune-Baker, 1906
- F. subapicata Warren, 1903
- F. uncinata Pagenstecher, 1900